# 黎壽域
黎壽域（越南语：／；？—1484年），越南後黎朝大臣、將領。
黎壽域是黎抄之子，也是後黎朝開國功臣黎魁之侄。1448年，授近侍三局正掌。1460年授左都督參議朝政掌殿前司。1471年，他又參與攻打占城的戰爭，率軍第一個攻破了占城首都毘闍耶。後封太尉、崇郡公。1477年，黎聖宗封黎壽域為征西將軍，領兵入侵瀾滄王國。後升國公。1484年卒。